# 60-й корпус протиповітряної оборони (СРСР)
60-й Червонопрапорний корпус протиповітряної оборони (60 кППО, в/ч 03119) — оперативно-тактичне з'єднання Військ протиповітряної оборони Збройних сил СРСР, що існувало у 1989—1992 роках. Штаб корпусу був розташований у м. Одеса. Корпус перебував у складі 8-ї окремої армії ППО.
У 1992 році корпус перейшов під юрисдикцію України як 60-й корпус ППО Збройних сил України.

## Історія
15 червня 1989 року створений 60-й корпус ППО зі штаб у місті Одеса, Української РСР, шляхом об'єднання управлінь 1-ї (штаб — Севастополь) та 21-ї дивізій протиповітряної оборони.
1 жовтня 1989 р. зі складу 12-ї окремої армії ППО (м. Аягоз) прибув 737-й ВАП (в/ч 36853) на аеродром Червоноглінськ (м.Арциз, Одеська обл.) і включений до складу 60-го корпусу.
20 грудня 1990 року 738-й ВАП (в/ч 42107) виключений зі складу 60-го корпусу і передислокований у м. Приозерськ, і включені до складу 37-го корпусу ППО 12-й ОА ППО.
У 1992 році, після розпаду СРСР, корпус перейшов під юрисдикцію України як 60-й корпус ППО Збройних сил України.

## Командування
- Генерал-майор Ткачов Володимир Васильович (1989—1991 рр.)
- Генерал-лейтенант Рижков Олександр Миколайович (1991—1992 рр.)

## Структура
1989 рік
- 62-й винищувальний авіаційний полк ППО (в/ч 49222, аер. Бельбек)
- 738-й винищувальний авіаційний полк ППО (в/ч 42107, аер. Мокре, Запорізька обл.)
- 100-та зенітна ракетна бригада (в/ч 26709, м. Запоріжжя)
- 160-та зенітна ракетна бригада (в/ч 25252, м. Одеса)
- 174-та зенітна ракетна бригада (в/ч 48589, м. Севастополь)
- 206-та зенітна ракетна бригада (в/ч 65318, м. Євпаторія)
- 208-ма гвардійська зенітна ракетна бригада (в/ч 53848, м. Херсон)
- 275-та гвардійська зенітна ракетна бригада (в/ч 34403, м. Кишинів, Молдавська РСР)
- 1014-й гвардійський зенітний ракетний полк (в/ч 72019, м. Феодосія)
- 1170-й зенітний ракетний полк (в/ч 48413, м. Миколаїв)
- 14-та радіотехнічна бригада (в/ч 04743, м. Одеса)
- 16-та радіотехнічна бригада (в/ч 95105, м. Севастопіль)